# طريقة دلفي

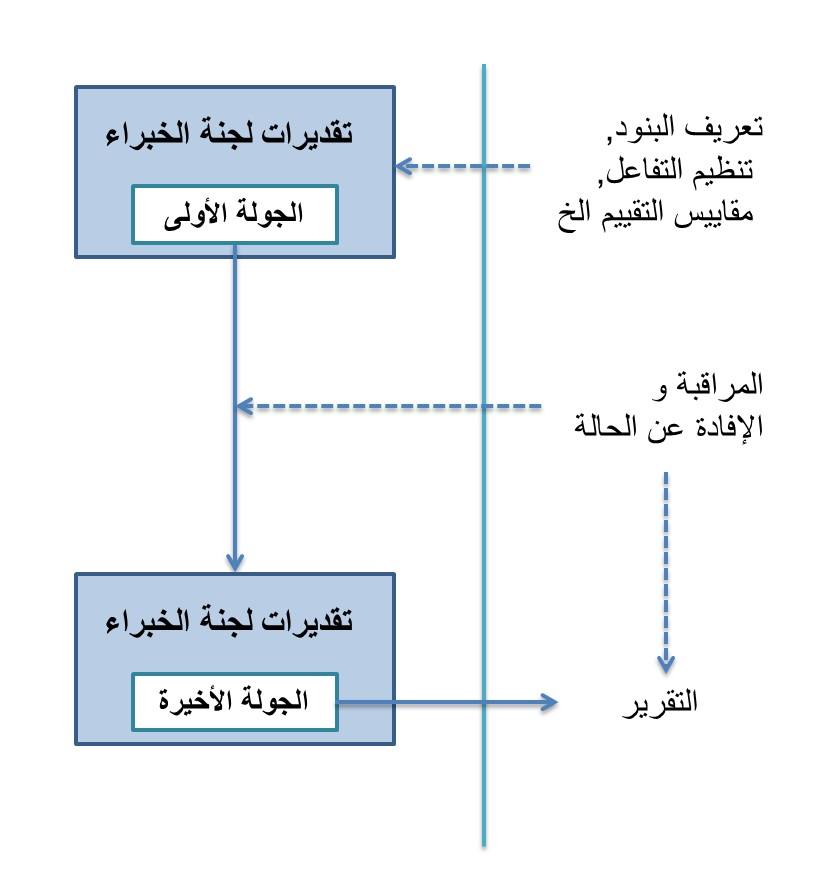
مخطط طريقة دلفي

طريقة دلفي (بالإنجليزية: Delphi method)‏ هي تقنية تواصل منظّمة، وضعت أصلا باعتبارها طريقة تنبؤ منهجية وتفاعلية تعتمد على لجنة من الخبراء.
في طريقة دلفي القياسية، يقوم الخبراء بالإجابة على الاستبيانات المتعلقة بالموضوع المطلوب استشرافه في جولتين أو أكثر. بعد كل جولة، يقوم وسيط بإرسال موجز مجهول الهوية يحتوى على خلاصة توقعات الخبراء من الجولة السابقة والأسباب التي بنيت على أساسها أحكامهم. وبالتالي، يتم تشجيع الخبراء على مراجعة إجاباتهم السابق على ضوء الردود من الأعضاء الآخرين من لجنة الخبراء. ويعتقد أنه خلال هذه العملية أن نطاق الإجابات سيقلص وسوف تتقارب آراء مجموعة الخبراء نحو الإجابة «الصحيحة». أخيرا، يتم إيقاف عملية عند «معيار توقف» محدد مسبقا (على سبيل المثال عدد الجولات، تحقيق التوافق واستقرار النتائج) ومتوسطي درجات الجولات النهائية يحدد النتائج.
وهناك نماذج آخرى مثل سياسة دلفي (بالإنكليزية Policy Delphi) التي صممت لاستخدامات معيارية واستكشافية لا سيما في مجال السياسة الاجتماعية والصحة العامة.
في أوروبا، استخدمت تجارب أكثر حداثة على شبكة الإنترنت طريقة دلفي كتقنية تواصل لصنع القرار بطريقة تفاعلية ولأغراض الديمقراطية الإلكترونية.
مثال على تطبيق الديمقراطية الإلكترونية هو DEMOS أو «نظام دلفي للوساطة على الإنترنت» (Delphi Mediation Online System)، الذي قدم نموذجه في منتدى الديمقراطية الإلكترونية العالمي الثالث في عام 2002.
وتستند طريقة دلفي على مبدأ أن التوقعات (أو المقررات) من مجموعة منظمة من الأفراد هي أكثر دقة من تلك التي من جماعات غير منظمة. وقد تم تبيان ذلك في مصطلح «الذكاء الجماعي».
ويمكن أيضا أن تكييف هذه التقنية للاستخدام في الاجتماعات وجها لوجه، ويسمى ذلك طريقة دلفي المصغرة mini-Delphi أو خمّن-تحدث-خمّن (Estimate-Talk-Estimate ETE). وقد أستخدمت طريقة دلفي بشكل واسع من أجل التنبؤ للأعمال ولها مزايا معينة بالمقارنة مع نهج تنبؤي منظم آخر يسمى أسواق التنبؤ prediction markets.

## تاريخ
اسم «دلفي» مستمد من أوراكل من دلفي وهو شخصية من التراث الإغريقي. وكان واضعو طريقة دلفي غير راضين عن هذا الاسم، لأنه يعني «شيء نبوئي أو قليلا من السحر والتنجيم». وتستند طريقة دلفي على افتراض أن الأحكام الجماعة سليمة أكثر من الأحكام الفردية.
وقد تم تطوير طريقة دلفي في بداية الحرب الباردة لتوقع تأثير التكنولوجيا على الحرب. في عام 1944، أمر الجنرال هنري ه. أرنولد بإنشاء تقرير لسلاح الجو الأميركي عن القدرات التكنولوجية في المستقبل التي قد تستخدم من قبل الجيش.
جرّبت العديد من التوجهات مختلفة، ولكن أوجه القصور في أساليب التنبؤ التقليدية، مثل النهج النظري، النماذج الكمية أو استقراء الاتجاه، في المناطق التي لم يتم تطبيق فيها قوانين علمية دقيقة تحدد بعد، سرعان ما أصبحت واضحة.
لمكافحة هذه العيوب، تم تطوير طريقة دلفي من قبل مشروع راند (الذي تحول لاحقاً إلى مؤسسة راند) خلال 1960-1950 بواسطة أولاف هيلمر ونورمان دالكي ونيكولاس ريشر. وقد استخدمت منذ ذلك الحين، جنبا إلى جنب مع مختلف التعديلات وإعادة الصياغة، مثل إجراء إيمن-دلفي (Imen-Delphi).
وطلب من الخبراء إعطاء رأيهم في احتمالات، نسبة تردد، وكثافة هجمات محتملة من العدو. وكان بإمكان غيرهم من الخبراء إعطاء ردود فعل مغفلة على تلك الآراء. وتكررت هذه العملية عدة مرات حتى ظهر توافق في الآراء.

## خصائص أساسية
الخصائص الرئيسية التالية لطريقة دلفي تساعد المشاركين على التركيز على القضايا المطروحة وتفصل طريقة دلفي عن غيرها من المنهجيات:

### تنظيم تدفق المعلومات
يتم جمع مساهمات أولية من الخبراء في شكل إجابات على الاستبيانات وتعليقاتهم على هذه الأجوبة.
يقوم مدير لجنة الخبراء بالتحكم في التفاعلات بين المشاركين من خلال معالجة المعلومات وتصفية أي محتوى غير ذي صلة. هذا يضمن الابتعاد عن الآثار السلبية للمناقشات وجها لوجه ويحل المشاكل المعتادة في ديناميات المجموعة group dynamics.

### الإفادة المنتظمة
يمكن للخبراء المشاركين التعليق على التوقعات الخاصة بهم، وعلى ردود وتوقعات الآخرين، وعلى تقدم الفريق أو اللجنة ككل. وفي أي لحظة يمكنهم مراجعة وتعديل آراءهم وتوقعاتهم السابقة. بينما في طريقة الاجتماعات العادية للمجموعة يكون المشاركون ميّالون إلى التمسك بآراءهم السابقة وإلى التماهي والاتفاق في كثير من الأحيان مع رأي زعيم المجموعة، وهذا ما تقوم طريقة دلفي بمنعه.

### عدم الكشف عن هويته للمشاركين
عادة لا يتم الكشف عن هوية جميع المشاركين، ولا يتم كشف هويتهم حتى بعد الانتهاء من التقرير النهائي. وهذا ما يمنع هيمنة وطغيان سلطة أو شخصية أو سمعة بعض المشاركين على الآخرين خلال هذه العملية.
يمكن القول، أن هذه الطريقة تحرر أيضا المشاركين فيها (إلى حد ما) من الانحيازات الشخصية، وتقلل من ظواهر التأثّر بالحشد أو الجماهير مثل «أثر عربة الفرقة» أو «أثر الهالة»، وتسمح بحرية التعبير عن الرأي، وتشجع على النقد المفتوح، وتسهل القبول بالأخطاء عند مراجعة الأحكام في وقت سابق.

## دور المسهّل
الشخص الذي يتولى تنسيق طريقة دلفي يمكن أن يدعى المسهّل Facilitator، وهو الذي ينسّق الردود من لجنة الخبراء الذين تم اختيارهم لسبب ما، وهو عادة أن لديهم معرفة أو رأي عن الموضوع الذي تجرى من أجله التوقعات على طريقة دلفي.
يقوم المسهّل بإرسال الاستبيانات واستطلاعات الرأي وغيرها، وإذا وافق فريق الخبراء على العملية، يقومون بإتباع التعليمات وعرض وجهات نظرهم. ثم يتم جمع الردود وتحليلها، ثم يتم تحديد وجهات النظر المشتركة والمتضاربة.
إذا لم يتم التوصل إلى توافق في الآراء، تستمر العملية على شكل مناقشة الأطروحة ونقيضها حتى يتم الوصول تدريجا إلى توليف الآراء وبناء توافق.

## الاستخدام في التوقعات
كانت التطبيقات الأولى لطريقة دلفي في مجال التوقعات الخاصة بالعلوم والتكنولوجيا. وكان الهدف من الطريقة هو الجمع في مؤشر واحد بين آراء الخبراء حول الاحتمالات المتوقعة للوقت اللازم لتطوير تكنولوجيا معينة.
واحد من أولى التقارير المبنية على هذا النوع كان التقرير الذي أٌعد في عام 1964 من قبل غوردون وهيلمر عن الإتجاهات الطويلة الأجل في تطوير العلوم والتكنولوجيا، والذي غطى مواضيع مثل الاكتشافات العلمية، التحكم في عدد السكان، الأتمتة، والتقدم في الفضاء، منع الحرب ومنظومات الأسلحة.
وتوقعات خاصة بالتكنولوجيا كانت تتعلق بأنظمة السيارات والطرق السريعة، الروبوتات الصناعية، شبكة الإنترنت الذكية، الاتصالات واسعة النطاق واستخدام التكنولوجيا في التعليم.
في وقت لاحق تم تطبيق طريقة دلفي في مجالات أخرى، لا سيما تلك المتعلقة بقضايا السياسة العامة، مثل الصحة، والاتجاهات الاقتصادية والتعليم. وقد طبقت أيضا بنجاح وبدقة عالية في التوقعات الخاص بالأعمال. على سبيل المثال، في حالة واحدة ذكرت من قبل باسو وشرودر (1977)، تم توقع نسبة المبيعات خلال العامين الأولين لمنتج جديد بإتباع طريقة دلفي مع عدم دقة من 3-4٪ مقارنة مع نسب المبيعات المتحققة فعلاً.
كما تم أستخدام طريقة دلفي كأداة لتنفيذ منهج صنع السياسات تشاركي (participatory policy-making approach) مبني على تعدد أصحاب المصلحة (multi-stakeholder) في البلدان النامية. لقد استخدمت حكومات أمريكا اللاتينية ومنطقة البحر الكاريبي بنجاح طريقة دلفي كنهج مفتوح بين القطاعين العام والخاص لتحديد أكثر التحديات إلحاحا بخصوص خططهة الإقليمية المتعلقة بتكنولوجيا المعلومات والاتصالات (ICT-for-development eLAC Action Plans).
ونتيجة لذلك، فإن الحكومات قد اعترفت على نطاق واسع بقيمة الذكاء الجماعي المتحصل من مشاركات المجتمع المدني، الأكاديميين والقطاع الخاص في طريقة دلفي، وخاصة في المجالات القابلة للتغير السريع مثل سياسات التكنولوجيا. في هذا المعنى، يمكن لطريقة دلفي المساهمة في التقدير العام لعملية صنع السياسات تشاركي.

## قبول
أن سجل الأداء الإجمالي لطريقة دلفي يحتوي على نتائج مختلطة. فقد كانت هناك العديد من الحالات حيث أفضى أستعمال الطريقة إلى نتائج سيئة. وعلى الرغم من ذلك، يعزو بعض الكتاب هذا الضعف إلى سؤ تطبيق الطريقة وليس إلى نقاط ضعف في الطريقة نفسها.[بحاجة لمصدر]
ويجب أيضا أن يدرك أن في مجالات مثل العلوم وتكنولوجيا التوقع تكون درجة عدم اليقين والغموض من الضخامة بحيث أن الحصول على تنبؤ دقيق وصحيح يكون من المستحيلات، لذلك وجود درجة عالية من الخطأ هو أمر متوقع. نقطة ضعف أخرى خاصة لطريقة دلفي هي أنه لا يمكننا توقع التطورات المستقبلية بشكل صحيح بتوافق آراء الخبراء. أولا، أن مسألة الجهل هي مهمة لأنه في حالة تكوين أعضاء من لجنة الخبراء معلومات خاطئة حول الموضوع، فإن استخدام دلفي يضيف فقط الثقة إلى جهلهم. ثانيا، في بعض الأحيان يكون التفكير غير التقليدي لبعض الهواة البعيدين عن الموضوع متفوقاً على تفكير الخبراء.
إن واحداً من المشاكل الأولية لطريقة دلفي كان عدم قدرتها على تقديم توقعات معقدة مع عوامل متعددة. واعتبرت النتائج المحتملة في المستقبل كما لو أنها لا تؤثّر إحداها على الأخرى. وقد وضعت في وقت لاحق، ملحقات عدة لطريقة دلفي لمعالجة هذه المشكلة، مثل تحليل التأثير المتداخل Cross Impact Analysis التي أن تأخذ بعين الاعتبار إمكانية أن وقوع حادثة واحدة قد تتغير الاحتمالات الأحداث الأخرى التي يشملها الاستطلاع. لا يزال من الممكن استخدام طريقة دلفي بأكبر قدر من النجاح في توقع المؤشرات ذات الأحادية العددية Single Scalar Indicators.
ورغم هذه النواقص، تعتبر طريقة دلفي اليوم أداةً مقبولةً على نطاق واسع للتوقع وقد استخدمت بنجاح في آلاف من الدراسات شملت مجالات مختلفة من توقعات التكنولوجيا إلى تعاطي المخدرات.

## الاستخدم في صنع السياسات

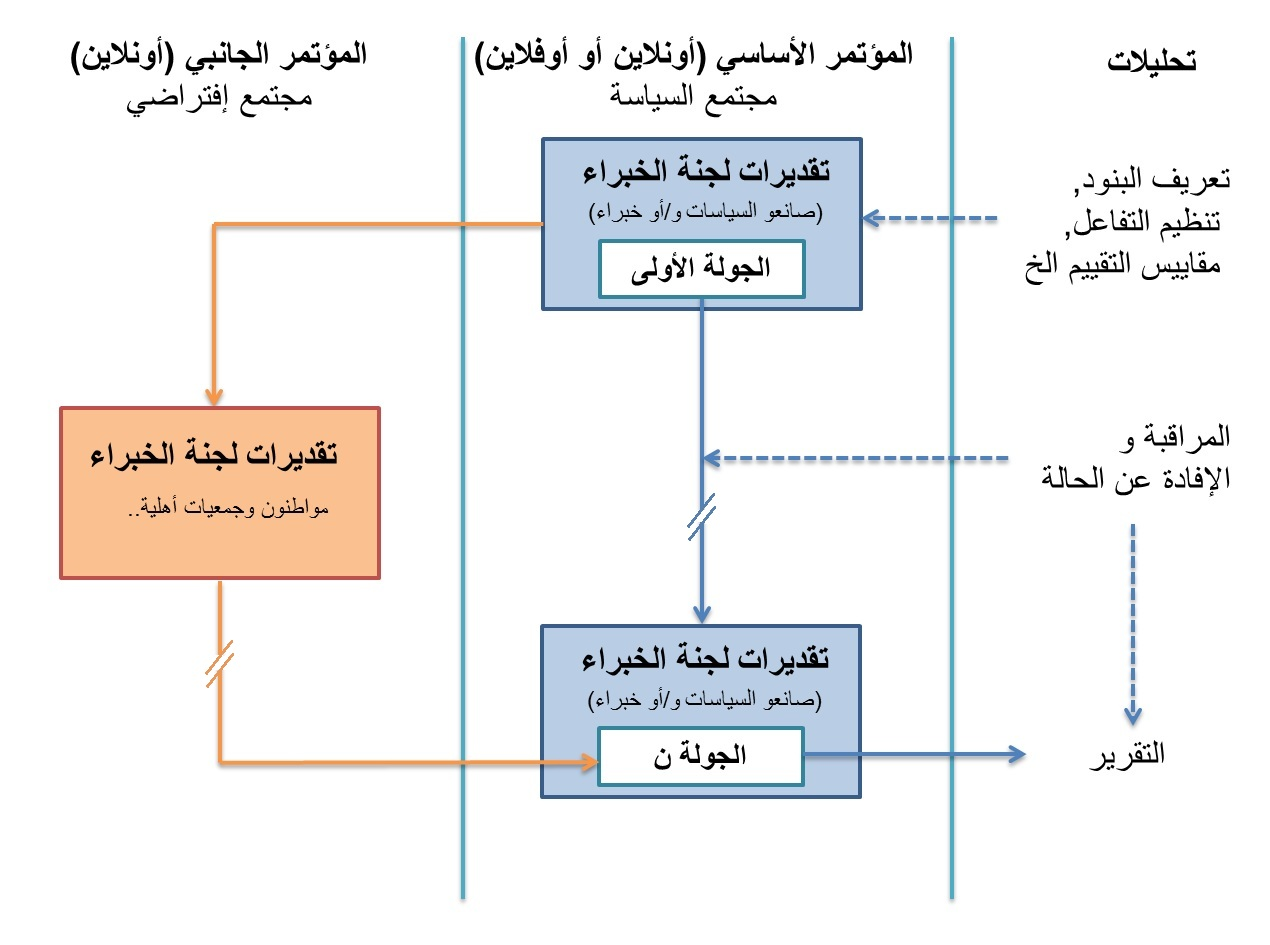
مخطط هياكل التواصل المتغيّرة المستندة إلى الشبكة أو الهايبردلفي

منذ بداية 1970، كان استخدام طريقة دلفي في عملية صنع السياسات العامة يقدم عددا من الابتكارات المنهجية. على وجه الخصوص:
- الحاجة إلى دراسة عدة أنواع من العناصر (ليس فقط عناصر التوقعات، ولكن عادة، عناصر قضايا، وعناصر أهدف، وعناصر خيارات) يؤدي إلى إدخال موازين مختلفة للتقييم والتي لا تستخدم في طريقة دلفي القياسية. وغالبا ما تشمل هذه المرغوبية، والجدوى (الفنية والسياسية)، والاحتمالات، التي يمكن استخدامها من المحللين لتحديد سيناريوهات مختلفة: السيناريو المطلوب (من المرغوبية)، وسيناريو محتمل (من الجدوى)، والسيناريو المتوقع (من الاحتمالات)؛
- الطبيعة المعقدة للقضايا المتعلقة بصنع السياسة العامة تقود لإعطاء مزيد من الأهمية للحجج التي تدعم التقييمات من أعضاء اللجنة، لذلك غالبا ما يدعى هؤلاء لسرد الحجج المؤيدة والمعارضة لكل بند من الخيارات، وأحيانا تقدم لهم إمكانية أن اقتراح بنود جديدة إلى لجنة الخبراء؛
- لنفس السبب، أن أساليب القياس، والتي تستخدم لتقييم توقعات لجنة الخبراء، غالبا ما تشمل اتباع نهج أكثر تعقيداً مثل القياس المتعدّد الأبعاد.

مزيد من الابتكارات تأتي من استخدام مؤتمرات دلفي المستندة إلى الكمبيوتر (وفيما بعد على شبكة الإنترنت). وفقا لتوروف وهيلتز، أن طرق دلفي المستندة إلى الكمبيوتر:
- يمكن الاستعاضة عن بنية التكرار المستخدمة في طريقة دلفي الورقية، والتي تنقسم إلى ثلاثة جولات منفصلة أو أكثر، بعملية تفاعل مستمرة (بدون جولات) وتمكين المشاركين من تغيير تقييماتهم في أي وقت
- يمكن تحديث استجابة المجموعة الإحصائية في الوقت الحقيقي، ويظهرالتحديث أيضاً عندما يقوم أحد أعضاء الفريق بتقدميم تقييم جديد.

وفقا لبوليني فأن طرق دلفي المستندة لشبكة الإنترنت تقدّم إمكانيتين إضافيتين ذات صلة مع سياق صنع السياسات التفاعلية والديمقراطية الإلكترونية، وهما:
- إشراك عدد كبير من المشاركين
- استخدام اثنين أو أكثر من اللجان تمثل مختلف الفئات (مثل واضعي السياسات والمواطنين والخبراء)، والتي يمكن للمسؤول إعطاء المهام للجان حسب أدوارها المتنوعة والخبرة وجعلها تتفاعل داخل هياكل تواصل لها مهمة عمل محددة. على سبيل المثال، يمكن لأعضاء سياسة المجتمع (واضعي السياسات والخبراء) التفاعل كجزء من لجنة المؤتمر الرئيسي، في حين يمكنه الحصول على مدخلات من المجتمع الافتراضي (المواطنين والجمعيات وغيرها) المشارك في المؤتمر الجانبي. وهياكل التواصل المتغيّرة المستندة إلى الشبكة هذه، والتي تسمى هايبردلفي Hyperdelphi (HD)، تم تصميمها لجعل مؤتمرات دلفي «أكثر مرونةً وتكييفاً مع الطبيعة الفوق نصية hypertextual والتفاعلية للاتصالات الرقمية».

## تطبيقات دلفي لا تهدف إلى إجماع
تقليديا كانت طريقة دلفي تهدف إلى التوصل إلى توافق في الآراء بخصوص تقدير المستقبل الأكثر احتمالا عن طريق التكرار.
ولكن دلفي السياسة، التي أطلقها موراي توروف، هي طريقة لدعم اتخاذ القرار وتهدف إلى تنظيم ومناقشة وجهات النظر المختلفة للمستقبل المفضل.
ودلفي البرهانية، التي وضعتها أوسمو كووسي Osmo Kuusi، تركّز على المناقشات الجارية، وإيجاد الحجج ذات الصلة بدلا من التركيز على النتائج.
ودلفي السياسة الغير إجمالية Disaggregative Policy Delphi، التي وضعتها بيتري تابيو Petri Tapio، تستخدم التحليل العنقودي cluster analysis كأداة منهجية لبناء سيناريوهات مختلفة للمستقبل في الجولة الأخيرة من طريقة دلفي. ويتم التعامل مع وجهة نظر المتجاوب بخصوص المستقبل المحتمل والمفضل كحالات منفصلة.